# トリチェリ語族
トリチェリ語族（Torricelli languages）はパプア・ニューギニアに分布する語族である。約50の言語が含まれ、約8万人によって話される。トリチェリ山から名付けられた。もっともよく知られている言語はArapesh語であり話者数は約3万人。系統的にはセピク語族との関連性が議論されている。